# 23178 Ghaben
23178 Ghaben este un asteroid din centura principală de asteroizi.

## Descriere
23178 Ghaben este un asteroid din centura principală de asteroizi. A fost descoperit pe 28 mai 2000 la Socorro, New Mexico, în cadrul proiectului LINEAR. Asteroidul prezintă o orbită caracterizată de o semiaxă mare de 2,26 ua, o excentricitate de 0,09 și o înclinație de 3,2° în raport cu ecliptica.